# Autobahndreieck Suhl
Das Autobahndreieck Suhl (auch Dreieck Suhl, Abkürzung: AD Suhl) ist ein Autobahndreieck westlich der südthüringischen Stadt Suhl. Die Bundesautobahn 73 (Richtung Coburg) beginnt an der Bundesautobahn 71 (Richtung Erfurt/Schweinfurt).
Das Autobahndreieck liegt vollständig auf Suhler Stadtgebiet und wurde in den Osthang des Berges Heiliger Berg eingegraben. Umliegende Orte sind die Suhler Stadtteile Mäbendorf, Albrechts und Heinrichs.
Die Bauform ist die der rechtsgeführten Trompete. Das einzige Brückenbauwerk führt die A 71 über die A 73.
Mit dem Bau des ersten Abschnittes der A 73 zwischen Suhl und Schleusingen wurde 2003 begonnen. Das Autobahndreieck wurde am 16. Juni 2006 dem Verkehr übergeben.

## Verkehrsaufkommen
| Von                         | Nach                     | Durchschnittliche tägliche Verkehrsstärke | Durchschnittliche tägliche Verkehrsstärke | Anteil Schwerlastverkehr | Anteil Schwerlastverkehr |
| Von                         | Nach                     | 2010                                      | 2015                                      | 2010                     | 2015                     |
| --------------------------- | ------------------------ | ----------------------------------------- | ----------------------------------------- | ------------------------ | ------------------------ |
| AS Suhl/Zella-Mehlis (A 71) | AD Suhl                  | 22.600                                    | 23.400                                    | 13,5 %                   | 15,3 %                   |
| AD Suhl                     | AS Meiningen-Nord (A 71) | 15.600                                    | 17.500                                    | 11,8 %                   | 13,1 %                   |
| AD Suhl                     | AS Suhl-Zentrum (A 73)   | 14.900                                    | 14.000                                    | 12,6 %                   | 14,5 %                   |